# Austroalpinské příkrovy

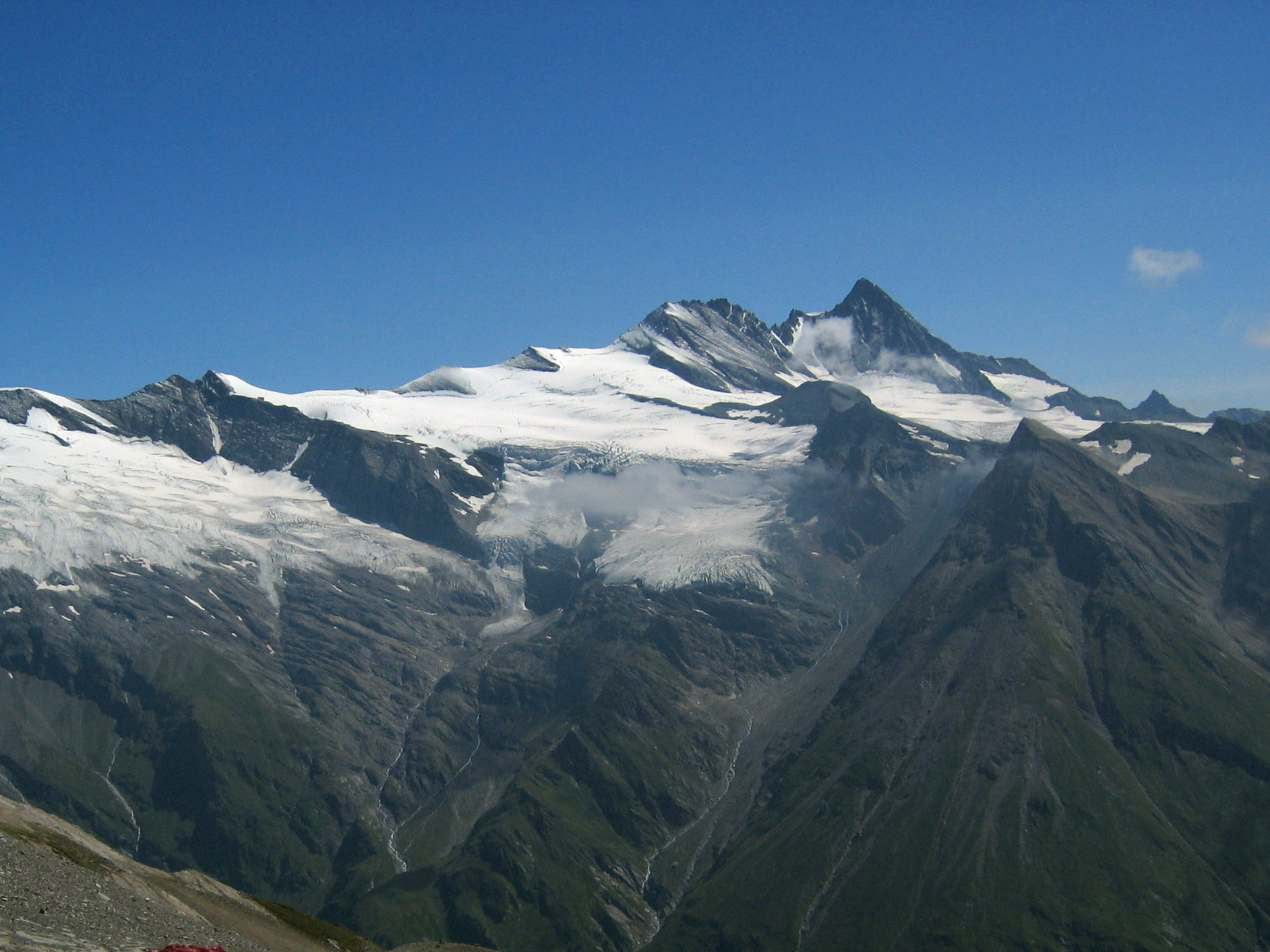
Grossglockner z jihozápadu

Austroalpinské příkrovy, austroalpinikum nebo austroalpinská jednotka/zóna je nejvyšší tektonická příkrovová jednotka Alp.
Příkrovy vystupují na povrch hlavně ve Východních Alpách, východně od linie Bodamské jezero - Chur – Comské jezero, s výjimkou tektonických oken Vysokých Taur a Engadinu. Jedinými troskami austroalpinika v Západních Alpách jsou příkrov Dent Blanche a jednotka Sesia ve Švýcarsku. Austroalpinské příkrovy zde byly odstraněny erozí. Tyto pozůstatky se od zbytku austroalpinika v Rakousku liší jiným metamorfním a tektonickým postihem, pročež podle některých názorů nemusí být součástí austroalpinika.
Označení austroalpinikum je odvozeno od Východních Alp, kde je příkrov mezi ostatními alpskými oblastmi na povrchu nejčastěji.
Austroalpinské příkrovy jsou tvořeny horninami pocházejícími z okraje Apulské mikrodesky, které byly nasunuty na penninikum, tedy oblast tvořenou horninami z prostoru mezi Apulskou deskou a Evropskou platformou. V porovnání s ostatními příkrovovými zónami Alp prošlo austroalpinikum pouze slabší přeměnou, díky čemuž je poměrně dobře rozpoznatelné. Austroalpinikum je tvořeno horninami severního šelfu a kontinentálního svahu severní části Apulské mikrodesky. Zahrnuje horniny krystalinického podloží jakož i blízko povrchu odlepené usazené horniny. Na tomto krystalinickém podkladě se nacházejí usazené a vulkanické horniny permského a druhohorního stáří.
Před vznikem Alp ve spodních a středních třetihorách, horniny austroalpinika postihla takzvaná raně alpinská či eoalpinská deformace v křídě, všeobecně považovaná za hlavní fázi alpinského vrásnění v alpidech. Jejími pozůstatky jsou pozorovatelné stopy metamorfózy ve směru jih-jihovýchod a čočky eklogitů. Raně alpinská fáze je někdy považována za jednu z prvních fází alpinské orogeneze v Alpách, avšak po jejím skončení se tektonické desky opětovně vzdálily a další horotvorné pohyby následovaly až o téměř 50 milionů let později.

## Stavba
Austroalpinikum se skládá ze tří tektonických jednotek:

### Oberostalpin
Oberostalpin je tvořen superficiálními příkrovy, převážně druhohorními usazenými horninami. Rozšířeny zde jsou mělkovodní vápence, zvláště v severní části Východních Alp, kde tvoří Severní vápencové Alpy. Oberostalpin pokračuje i do Malých Karpat, kde se však pro jednotlivé jednotky používá karpatská terminologie. Místy se zde nacházejí i větší polohy dolomitů, zejména v rakouské oblasti Salzkammergut a německém regionu Allgäu. Samotný oberostalpin je složen z několika příkrovových těles. V pořadí odspoda to je bajuvarikum, tirolikum, juvavikum. Bajuvarikum tvoří frankenfelsko-lunzský příkrov. Tirolikum vytváří ötsherský (reisalpský, unterberský a göllský) příkrov. Juvavikum tvoří halštattský (mürzalpský) a dachsteinský příkrov. (schneeberský). Stavbu juvavika komplikuje i fakt, že v jeho podloží byly zjištěny šupiny hornin meliatika. Na bázi juvavika se nachází tzv. grauwackenzone, z východu na západ se táhnoucí 2 km mocný pás přeměněných paleozoických sedimentů (drob), vystupující mezi druhohorními horninami Severních vápencových Alp a penninikem.

### Mittelostalpin
Mittelostalpin je příkrovová jednotka tvořená hlavně krystalinikem a jeho obalovými sedimentárními sekvencemi.

### Unterostalpin
Unterostalpin je strukturně nejspodnější formace tvořená hlavně krystalinikem, vyskytující se v lemu tektonických oken. Vystupuje hlavně v Severních vápencových Alpách, ale nachází se i na území Maďarska u Šoproně. Tvoří ji wechselská jednotka a semmerinský příkrovový systém. Krystalinické horniny austroalpinika prošly alpinské orogenezi přeměnou jen na některých místech. Metamorfóza dosáhla facie zelených břidlic, případně amfibolitové facie, v závislosti od hloubky, do které se horniny dostaly. Vyskytují se zde prvohorní svory a pararuly, intrudované granitoidy hercynského a terciérního stáří.